# Agricultura biodinámica
La agricultura biodinámica es un método  pseudocientífico  de agricultura ecológica basado en las teorías de Rudolf Steiner, fundador de la antroposofía. En la práctica, dos aspectos fundamentales la distinguen de la agricultura orgánica y otros métodos: el empleo de preparados obtenidos con el procesamiento muy particular de ciertas plantas medicinales como la manzanilla y el diente de león y el tomar en cuenta las influencias de los astros para la realización de las labores agrícolas y pecuarias.
Este tipo de agricultura considera las granjas como organismos complejos. Hace hincapié en la interrelación entre suelos, plantas y animales, tratando el conjunto como un sistema en equilibrio,buscando equilibrar la disposición de nutrientes debido a la salida de las cosechas y otros productos fuera de la finca con la producción de estos elementos nutritivos mediante la cría de animales que proveen el estiércol para hacer compostas y el cultivo de plantas como abonos verdes..
Como en otras formas de agricultura ecológica, se prohíbe el uso de fertilizantes, pesticidas y herbicidas industriales. La agricultura biodinámica se diferencia de otros tipos de agricultura ecológica en el uso de preparados vegetales y minerales como aditivos para el compost y aerosoles para el terreno, así como en el seguimiento de un calendario de siembra basado en el movimiento de los astros.

## Historia
El desarrollo de la agricultura biodinámica se inició en 1924 con una serie de ocho conferencias sobre la agricultura brindadas por Rudolf Steiner en Schloss Koberwitz en lo que fue Silesia, Alemania, (actualmente en Polonia, al este de Wroclaw). El curso se llevó a cabo a petición de los agricultores que se percataron de las condiciones de degradación del suelo y un deterioro de la salud y la calidad de los cultivos y el ganado por el uso de fertilizantes químicos. Un grupo de investigación agrícola se formó posteriormente para probar los efectos de los métodos biodinámicos en la vida y la salud del suelo, las plantas y los animales.
Hoy día, la agricultura biodinámica se practica en más de 50 países en todo el mundo. Demeter International es la principal agencia de certificación de estos métodos para granjas y jardines.
En los Estados Unidos, la Asociación de Jardinería y Agricultura Biodinámica fue fundada en 1938 como una corporación del estado de Nueva York.
En Australia, los primeros preparados biodinámicos fueron hechos por Ernesto Genoni en Melbourne en 1927 y por Bob Williams en Sídney en 1939. Desde la década de los años 50, los trabajos de investigación ha continuado en el Instituto de Investigación Biodinámica (BDRI) en Powelltown, cerca de Melbourne, Australia, bajo la dirección de Alexei Podolinsky. En 1989 la Agricultura Biodinámica Australia fue establecida como una asociación sin fines de lucro.

## Método de cultivo biodinámico
Los agricultores biodinámicos conciben la granja como una entidad orgánica que a su vez contiene organismos interdependientes. Se hace hincapié en la integración de los cultivos y la ganadería, el reciclaje de nutrientes, el mantenimiento del suelo, y la salud y el bienestar de los cultivos y los animales. Los granjeros  también son parte del todo. Los abonos verdes y rotación de cultivos son ampliamente utilizados.

### Preparados biodinámicos
Steiner prescribió nueve preparados diferentes para ayudar a la fertilización, que son la piedra angular de la agricultura biodinámica y describió cómo estos debían ser preparados. Steiner creía que estos preparados transferían poderes sobrenaturales terrestres y fuerzas cósmicas al suelo.
Las sustancias preparadas están enumeradas del 500 al 508. Los dos primeros se utilizan para la preparación de los campos, mientras que los otros siete se utilizan para hacer compost.
- 500: (cuerno para abonar) mezcla de tierra negra preparada al llenar el cuerno de una vaca y enterrándolo en la tierra (40 a 60 cm bajo la superficie) en otoño. Se deja descomponer durante el invierno y recuperarse para su uso la siguiente primavera.

- 501: Cuarzo molido en polvo preparado al llenar el cuerno de una vaca y enterrándolo en primavera y sacadas en otoño. Se puede mezclar con el 500 pero usualmente se prepara solo (mezcla de una cucharada de polvo de cuarzo en 250 litros de agua). La mezcla se rocía a baja presión sobre el cultivo durante la temporada lluviosa, de manera tal que prevenga enfermedades por hongos. Se debe rociar en un día nublado o cerca de la mañana para evitar que las hojas se quemen.

Ambos el 500 y el 501 son utilizados en el campo mezclando una cucharadita del contenido del cuerno en 40 a 60 litros de agua.

### Preparación de abono orgánico
En la preparación de abono orgánico se utilizan las siguientes plantas preparadas como sigue:
Flores de milenrama (Achillea millefolium)  introducidos en la vejiga urinaria de un venado, expuesta al sol durante el verano, enterrada durante el invierno y retirada en la primavera.
Flores de manzanilla (Matricaria chamomilla)  introducidas dentro de intestinos delgados de ganado, enterrados en tierra enriquecida en otoño y retirados en la primavera.
Ortigas (Urtica dioica) en flor, introducidas bajo tierra rodeadas por carbón fósil  durante un año.
Corteza de roble (Quercus robur) cortada en pedazos pequeños dentro del cráneo de un animal doméstico, cubierto por carbón fósil y enterrado en un lugar donde caiga bastante agua de lluvia.
Flores de diente de león (Taraxacum officinale) dentro de la membrana peritoneal de ganado, enterradas en la tierra durante el invierno y retiradas en primavera.
Flores de valeriana (Valeriana officinalis) en infusión.
Cola de caballo (Equisetum)
De uno a tres gramos de cada preparado se agregan al estiércol, en hoyos de 50 cm separados a una distancia de 2 m, exceptuando el preparado 507, que se mezcla en cinco litros de agua y es rociado sobre la superficie total del abono orgánico.  Cada preparado está destinado a un proceso de descomposición particular en la masa del compostaje.

### Calendario de siembra
La agricultura biodinámica considera que los astros influyen en el suelo y desarrollo de la planta por lo que atiende a un calendario propio especificando, por ejemplo, en qué ritmos de la luna es el más apropiado para la siembra, cultivo o cosecha de diversos tipos de cultivos.

### El tratamiento de plagas y plantas espontáneas
La agricultura biodinámica considera que la base del control de plagas y enfermedades de un organismo proviene de un trabajo sano, fuerte y equilibrado  en la totalidad de la individualidad agrícola. Durante el proceso de lograr este equilibrio, pueden usarse las cenizas de un organismo vegetal o animal que ha sido atrapado o recogido de los campos y luego incinerados. Un agricultor biodinámico percibe las plantas espontáneas y la vulnerabilidad de las plantas cultivadas como consecuencia de los desequilibrios en el suelo.
Como ejemplo, para controlar los ratones de campo (Apodemus sp.) se  prescribe la aplicación, cuando Venus está en la constelación de Escorpión, de un preparado obtenido por incineración de su piel.

### La producción de semillas
Como en todos los cultivos de agricultura ecológica, también la agricultura biodinámica fomenta el uso de variedades locales tradicionales frente a variedades comerciales.

## Certificación Demeter
La organización original Demeter-Wirtschaftsverbund fue fundada en 1932, en Alemania, con el fin de certificar la  producción y el procesamiento de los productos alimenticios según las normas de la agricultura biodinámica y otorgar el derecho a usar la marca registrada Biodinamica. En 1997 se fundó Demeter-International, que agrupa las asociaciones de varios países, para una cooperación más cercana en las esferas legal, económica y espiritual.

## Los estudios de eficacia
Un estudio de evaluación a largo plazo de sistemas de agricultura biodinámica, ecológica y convencional, señala la mayor biodiversidad de la comunidad biológica de las explotaciones ecológicas. Según sus resultados, las granjas biodinámicas tienen mejor calidad estructural del suelo, y mejores índices biológicos comparadas con los controles en que se usan métodos no orgánicos; pero sin diferencias significativas con otros métodos orgánicos. El factor decisivo es probablemente la utilización de compost.

## Críticas
Luis Ayerbe, director del Centro Nacional de Recursos Fitogenéticos español califica este tipo de prácticas como absurdas.
En un análisis de 1994, Holger Kirchmann llegó a la conclusión de que las instrucciones de Steiner eran ocultas y dogmáticas, y no pueden contribuir al desarrollo de la agricultura alternativa y sostenible. Muchas de las declaraciones de Steiner no son comprobables porque científicamente no se pueden hacer hipótesis claras de sus descripciones (por ejemplo, es difícil probar que han aprovechado las "fuerzas cósmicas" en los alimentos). Kirchmann afirmó que cuando los métodos de la agricultura biodinámica fueron analizados científicamente, los resultados fueron poco convincentes.
En una visión general de 2004 de la agricultura biodinámica, Linda Chalker-Scott, profesora de la Universidad Estatal de Washington (EE. UU.), señaló que muchos de los artículos de investigación biodinámica en comparación con la agricultura convencional no se separaron del uso de preparados biodinámicos de las prácticas utilizadas en la agricultura orgánica. Sostiene que la agricultura biodinámica es un “enfoque místico y sin rigor científico” de la agricultura.
El término "biodinámico" no debe utilizarse de manera intercambiable con la agricultura "orgánica". Chalker-Scott llegó a la conclusión de que las pruebas científicas de los preparados biodinámicos es limitada y no existe evidencia de que la adición de estos preparados mejora la calidad de las plantas o el suelo en paisajes manejados orgánicamente.